# Christian VIII. (Schiff, 1841)
Die Christian VIII. war ein dänisches Linienschiff, das während des Schleswig-Holsteinischen Krieges 1849 im Gefecht bei Eckernförde durch deutsche Strandbatterien in Brand geschossen und daraufhin durch eine Explosion zerstört wurde.

## Das Schiff
Das Zweidecker-Linienschiff wurde nach Plänen des Kommandør Andreas Schifter auf der Kopenhagener Marinewerft auf Nyholm gebaut. Als Fabriksmester baute Schifter dort sechs Linienschiffe, sechs Fregatten und, neben 14 kleineren Fahrzeugen, 37 Kanonenboote.
Ursprünglich sollte das Schiff den Namen Prins Christian Frederik erhalten, in der Tradition eines 1808 durch englische Linienschiffe bei Ydderby zerstörten Linienschiffes, aber es wurde dann bei seiner Indienststellung nach dem regierenden König Christian VIII. benannt.

## Geschichte

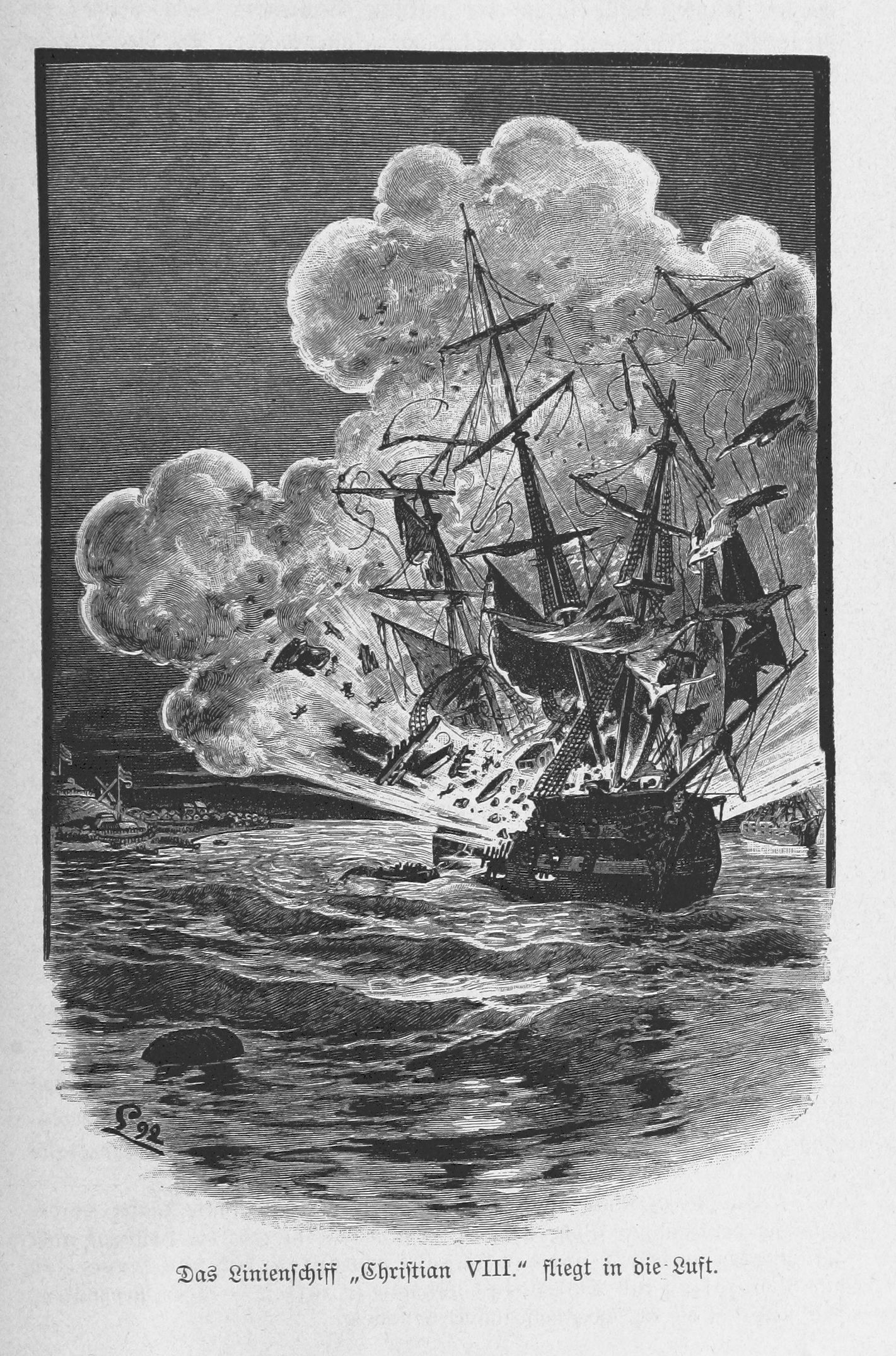
Explosion des Schiffes

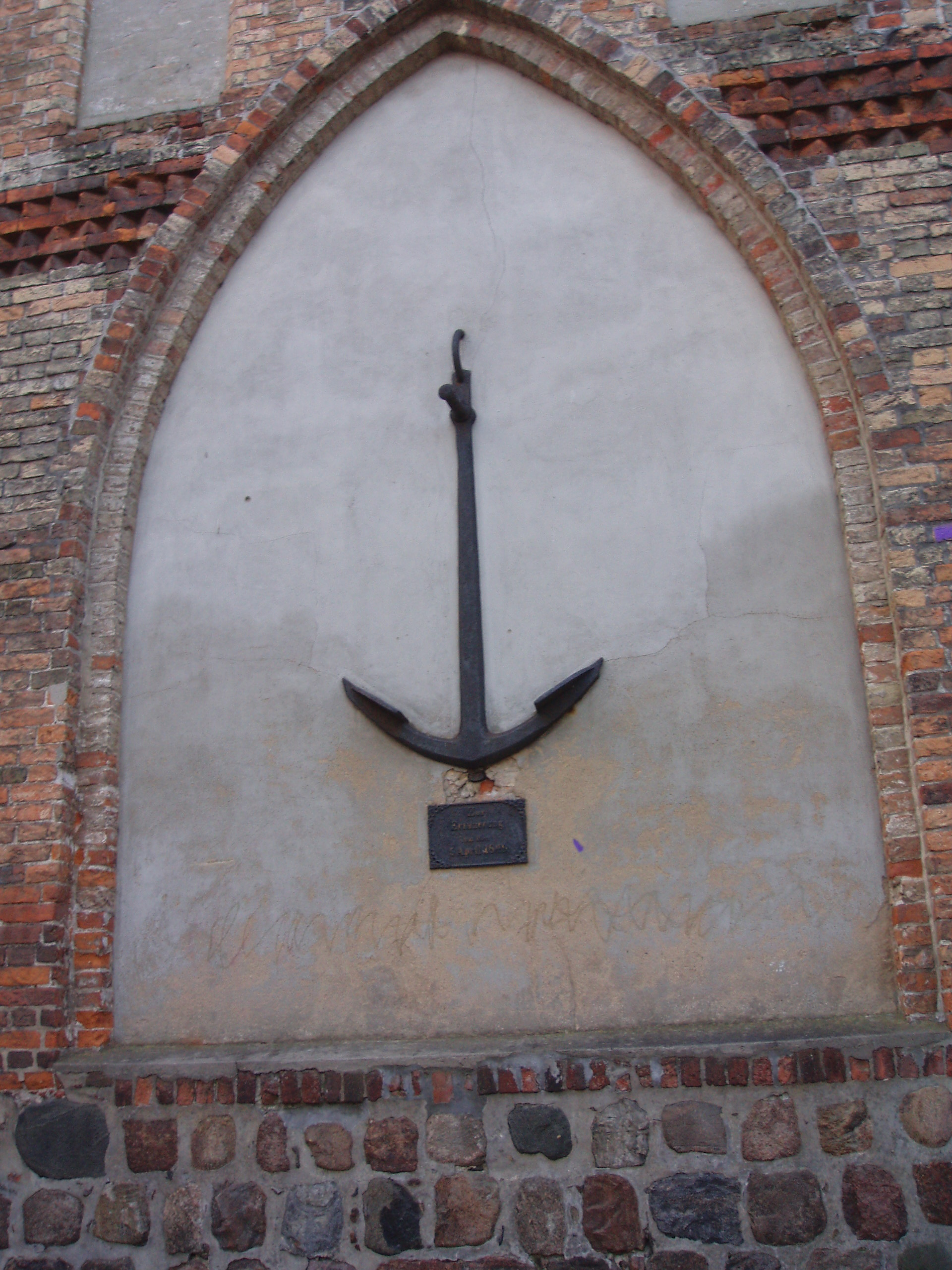
Der Warpanker der Christian VIII.

Das Schiff unternahm in seiner achtjährigen Dienstzeit nur zwei Fahrten. Einmal segelte es von Mai bis August 1841 in der Nordsee unter Kommandør C. Lütken auf einer Kreuzfahrt. Dabei hatte bis zum 23. Mai der dänische Kronprinz das Kommando. Am 24. Mai war der König mit seiner Familie an Bord. Am Ende der Reise brachte das Schiff das Kronprinzenpaar nach Kopenhagen.
Erst ab 12. März 1849 ist wieder eine volle Ausrüstung bekannt, als das Schiff unter Kommandør Frederik August Paludan für eine Kriegsfahrt ausgerüstet wurde. Im Gefecht bei Eckernförde wurde die Christian VIII. von deutschen Küstenbatterien in Brand geschossen und musste die Flagge streichen. Danach versuchten beide Seiten, die Besatzung von Bord zu holen. Während der Rettungsmaßnahmen explodierte das Schiff und verursachte Tote auf beiden Seiten.

## Nachleben
Noch während des Krieges wurde das Wrack mit Hilfe einer Taucherglocke betaucht.
Aus den Hölzern des Wracks wurde eine Frachtschiffjacht in Thurö auf Fünen erbaut.
An der Außenwand der St.-Nicolai-Kirche in Eckernförde ist ein Warpanker mit Gedenktafel zu besichtigen.
An der Stadtkaje in Brake befindet sich ein Stockanker als Leihgabe des Deutschen Museums München.
Die Galionsfigur des Schiffs, ein Bildnis von König Christian VIII., wurde in Fort Wilhelm in Bremerhaven aufbewahrt, bis sie 1853 von Herzog Ernst II. von Coburg-Gotha erworben und auf der Veste Coburg aufgestellt wurde. Seit 1958 befindet sich die Plastik im Besitz des Schleswig-Holsteinischen Landesmuseum in Schloss Gottorf/Schleswig.